# Mafia: The Old Country
Mafia: The Old Country — компьютерная игра в жанре приключенческого экшена, разработанная студией Hangar 13. Релиз состоялся 8 августа 2025 года для Windows, PlayStation 5 и Xbox Series X/S. Это приквел к серии Mafia и четвёртая основная часть франшизы после Mafia III. Действие разворачивается на Сицилии, в Италии, в начале XX века. Игра получила в целом положительные отзывы критиков, которые высоко оценили сюжет, персонажей и дизайн мира, но раскритиковали некоторые устаревшие игровые механики.

## Синопсис

### Сеттинг
Действие игры происходит в Сицилии в начале XX века. В игре также фигурирует город Сан-Челесте, который ранее появлялся в Mafia II.

## Разработка
В 2017 году состав разработчиков Hangar 13 разделили на две группы: одна занималась загружаемым контентом для Mafia III, а другая создавала концепции для Mafia IV. Ранние идеи предполагали действие в Лас-Вегасе 1970-х годов, однако эти планы были вскоре пересмотрены, и студия решила создать новую игру с нуля.
В августе 2019 года Take-Two Interactive зарегистрировала три товарных знака, связанных с франшизой Mafia.
29 августа 2022 года, после многих лет спекуляций и слухов, на двадцатилетие Mafia: The City of Lost Heaven, 2K официально подтвердила разработку новой игры в серии. Подробности на тот момент не раскрывались.
В марте 2023 года была обнаружена вакансия Hangar 13 на должность инженера инструментария на Unreal Engine, для работы над неанонсированным проектом, находящимся на стадии пре-продакшена. Это послужило намёком для слухов, что новая игра в серии находится в предварительном производстве.
20 августа 2024 года на церемонии открытия Gamescom 2024 был продемонстрирован первый тизер-трейлер игры. Тогда же было объявлено, что игра выйдет в 2025 году и станет приквелом первой части. Также были показаны первые скриншоты. 22 августа 2024 года разработчики сообщили, что в игре будет присутствовать озвучка на сицилийском языке для большей аутентичности.
На The Game Awards 2024 был представлен полноценный трейлер игры, в котором было объявлено, что игра выйдет летом 2025 года.
8 мая 2025 года стартовали предзаказы на игру, тогда же 2K и Hangar 13 подтвердили точную дату выхода — 8 августа 2025 года.

## Отзывы критиков
| Сводный рейтинг       | Сводный рейтинг                        |
| Агрегатор             | Оценка                                 |
| --------------------- | -------------------------------------- |
| Metacritic            | (PC) 74/100 (PS5) 72/100 (XBXS) 73/100 |
| OpenCritic            | 74/100 (64 %)                          |
| «Критиканство»        | 71/100                                 |
| Иноязычные издания    |                                        |
| Издание               | Оценка                                 |
| 4Players              | 7/10                                   |
| Destructoid           | 8/10                                   |
| Digital Trends        | [ 19 ]                                 |
| Eurogamer             | [ 20 ]                                 |
| Gameblog              | 6/10                                   |
| Game Informer         | 6/10                                   |
| GamePro               | 78/100                                 |
| GameSpot              | 6/10                                   |
| GameStar              | 80/100                                 |
| IGN                   | 8/10                                   |
| Jeuxvideo.com         | 15/20                                  |
| NME                   | [ 28 ]                                 |
| PCGamesN              | 8/10                                   |
| PC Gamer (US)         | 45/100                                 |
| Push Square           | [ 31 ]                                 |
| The Games Machine     | 8/10                                   |
| The Guardian          | [ 33 ]                                 |
| Video Games Chronicle | [ 34 ]                                 |
| WorthPlaying          | 7,5/10                                 |
| Русскоязычные издания |                                        |
| Издание               | Оценка                                 |
| 3DNews                | 7/10                                   |
| StopGame.ru           | «Похвально»                            |
| «Игромания»           | 8/10                                   |
| «Канобу»              | 7,5/10                                 |

Согласно агрегатору рецензий Metacritic, Mafia: The Old Country получила «смешанные или средние» отзывы от критиков. По данным OpenCritic, 64 % рецензентов рекомендовали игру, средняя оценка от ведущих критиков составила 74 балла из 100.
Люк Рейли из IGN поставил игре 8 баллов из 10, отметив, что «благодаря отличному сценарию, превосходной озвучке и вниманию к деталям» проект успешно погружает игрока в атмосферу Сицилии начала XX века. Джейк Деккер из GameSpot оценил игру на 6 из 10. К достоинствам он отнёс проработанных персонажей, которые, по его словам, «выводят на новый уровень предсказуемую историю о гангстерах». В то же время он отметил, что «несмотря на высокую детализацию, миру [игры] не хватает глубины». Джованни Колантонио из Polygon охарактеризовал игру как «итальянскую версию Red Dead Redemption».

### Продажи
По данным аналитического агентства Sensor Tower, продажи игры за первые пять дней после выхода превысили 800 тысяч копий.